# Mexobisium cubanum
Espèce
Mexobisium cubanum est une espèce de pseudoscorpions de la famille des Bochicidae.

## Distribution
Cette espèce est endémique de la province de Sancti Spíritus à Cuba. Elle se rencontre vers Jatibonico.

## Description
La femelle holotype mesure 2,18 mm.

## Étymologie
Son nom d'espèce lui a été donné en référence au lieu de sa découverte, Cuba.

## Publication originale
- Muchmore, 1973 : The pseudoscorpion genus Mexobisium in Middle America (Arachnida, Pseudoscorpiones). Bulletin of the Association for Mexican Cave Studies, no 5, p. 63-72 (texte intégral).